# Metzleria
Metzleria là một chi rêu trong họ Dicranaceae.